# اوریو هیتانن
اوریو هیتانن (انگلیسی: Yrjö Hietanen؛ ۱۲ ژوئیه ۱۹۲۷ – ۲۶ مارس ۲۰۱۱) قایقران کانو اهل فنلاند بود.
وی در مسابقات کشوری و بین‌المللی در مجموع برندهٔ ۲ مدال طلا شده‌است.